# Denning (Nueva York)
Denning es un pueblo ubicado en el condado de Ulster en el estado estadounidense de Nueva York. En el año 2000 tenía una población de 516 habitantes y una densidad poblacional de 2 personas por km².

## Geografía
Denning se encuentra ubicado en las coordenadas 41°57′08″N 74°29′20″O / 41.95222, -74.48889. Según la Oficina del Censo, la ciudad tiene un área total de 273 km² (105,4 mi²), de la cual 273 km² (105,4 mi²) es tierra y 0 km² (0 mi²) (0%) es agua.

## Demografía
Según la Oficina del Censo en 2000 los ingresos medios por hogar en la localidad eran de $40,893, y los ingresos medios por familia eran $50,729. Los hombres tenían unos ingresos medios de $37,750 frente a los $25,179 para las mujeres. La renta per cápita para la localidad era de $23,846. Alrededor del 12% de la población estaban por debajo del umbral de pobreza.